# Petre Mxvenièradze
Petre Mxvenièradze   (Tbilisi, 24 de març de 1929 - Moscou, 3 de juny de 2003) fou un waterpolista georgià que va competir sota bandera soviètica entre les dècades de 1940 i 1960. Era el pare dels també waterpolistes Giorgi Mxvenièradze i Nuzgari Mxvenièradze.
Durant la seva carrera esportiva va prendre part en tres edicions dels Jocs Olímpics d'Estiu, amb un balanç de dues medalles guanyades en la competició de waterpolo: una de plata, el 1960 a Roma, i una de bronze, el 1956 a Melbourne. Abans, el 1952, havia finalitzat en setena posició. També guanyà dues medalles al Campionat d'Europa de waterpolo, de bronze el 1958 i de plata el 1962. A la selecció soviètica hi jugà 212 partits entre el 1948 i 1963, marcant més de 300 gols.
A nivell nacional va jugar al Dinamo Tbilissi (1946 a 1948), al Dinamo Moscou (1948 a 1951 i de 1952 a 1964) i a la Força Aèria de Moscou (1951-1952). Guanyà set edicions de la lliga soviètica de waterpolo, el 1952, 1955, 1957, 1958, 1960, 1961 i 1962, i una copa soviètica, el 1949.
Llicenciat en dret per la Universitat Estatal de Tbilissi, una vegada retirat, el 1962, passà a donar classes de dret penal a l'Acadèmia del Ministeri de l'Interior. Va mantenir el contacte amb el waterpolo ocupant diversos càrrecs directius a la Federació de waterpolo de l'URSS.